# 吳貞孩
吳貞孩（1971年9月5日—），韓國女演員。現任又石大學（WOOSUK UNIVERSITY）國樂學系兼任教授。

## 演出作品

### 電視劇
- 2008年：MBC《前妻住在隔壁房》

### 電影
- 1993年：《Seopyonje》（又譯：西便制）
- 1994年：《The Tae Baek Mountains》
- 1996年：《Festival》（又譯：祝祭）
- 2007年：《A Thousand Cranes》

## 外部連結
- EPG 
- Yahoo Korea 